# Гун-ди (династия Суй)
Гун-ди (кит. 恭帝, личное имя — Ян Ю (кит. 楊侑) 605 — 14 сентября 619) — 3-й и последний император династии Суй в 617—618 годах.

## Биография
Происходил из императорской династии Суй. Ян Ю родился в 605 году в семье наследника трона Ян Чжао и Вэй. После смерти отца в 606 году вместе со старшими братьями предъявил претензии на трон. Однако дед Яна Ю император Ян-ди только в 613 году назначил его номинальным наместником в столице Дасин. С началом многочисленных восстаний Ян-ди часто отсутствовал на севере империи. 
В это время, в 617 году, поднял восстание военачальник Ли Юань, который захватил одну из столиц государства Лоян и 18 декабря объявил Яна Ю новым императором под именем Гун-ди. После чего Ли Юань стал править от имени малолетнего императора. Он получил титул князя Тан. После поражения и гибели императора Ян-ди Ли Юань овладел столицей Дасин, а затем свергнул Гуан-ди, присвоив тому титул Си-гуна. Ли Юань стал основателем династии Тан. Уже 14 сентября 619 года по приказу нового императора Ли Юаня Гуан-ди был казнен.